# Лінійний підпростір
Непорожня множина {\displaystyle L'} векторного простору {\displaystyle L} називається підпростором, якщо вона утворює векторний простір по відношенню до визначених в {\displaystyle L} операцій додавання та множення на число. Інакше кажучи, {\displaystyle L'\subset L} є підпростором, якщо із {\displaystyle x\in L'}, {\displaystyle y\in L'} витікає, що {\displaystyle \alpha x+\beta y\in L'} для довільних {\displaystyle \alpha } та {\displaystyle \beta }.
- Довільний векторний простір {\displaystyle L} має лінійний підпростір, що складається з нульового елементу — нульовий підпростір.
- З другого боку, {\displaystyle L} можна розглядати як свій підпростір.

- Підпростір, відмінний від {\displaystyle L}, що містить бодай один відмінний від нуля елемент називається власним підпростором {\displaystyle L}.

Підпростір, породжений множиною (або лінійна оболонка) елементів {\displaystyle \{x_{\alpha }\}} із {\displaystyle L} це мінімальний підпростір, що містить елементи {\displaystyle \{x_{\alpha }\}}.